# Markaz Sammanūd
Markaz Sammanūd (arabiska: مركز سمنود) är en region i Egypten.   Den ligger i guvernementet Al-Gharbiyya, i den norra delen av landet, 90 km norr om huvudstaden Kairo.